# Adenoviridae
Adenoviridae è una famiglia di virus, unica rappresentante dell'ordine Rowavirales, appartenente alla classe Tectiliviricetes. Gli adenovirus hanno dimensioni medie, con un genoma costituito da DNA lineare a doppio filamento, e presentano simmetria icosaedrica e sono privi di rivestimento lipidico.

## Struttura

Genoma di adenovirus.

Le particelle degli adenovirus hanno un capside icosaedrico dal diametro di 60-90 nm e sono prive di involucro lipidico. Sono i più grandi virus privi di involucro. Il capside è formato da 252 capsomeri di cui 240 esameri e 12 pentameri collocati ai vertici; all'apice di ciascun vertice si trova una fibra che facilita l'attacco alle cellule bersaglio risultando tossica, così come lo è la sua base. La fibra è formata anche da proteine virali d'attacco (VAP). Le grandi dimensioni degli adenovirus ne rendono ugualmente possibile l'entrata all'interno delle cellule bersaglio attraverso i pori, senza dover ricorrere alla fusione degli involucri. Ogni adenovirus è costituito da una molecola di DNA lineare a doppio filamento (dsDNA) costituita da 30-36 Kb paia di basi e codificante per 30-40 geni, un numero maggiore rispetto a virus del medesimo gruppo. Una proteina si lega covalentemente con l'estremità 5' e forma un genoma pseudocircolare mediante legame non covalente con l'estremità 3'. Il genoma codifica, tra gli altri polipeptidi, per 9 proteine strutturali che formano il virione (L1, L2, L3, L4, L5...) e 2 proteine associate al DNA.

## Replicazione
L'adenovirus attacca le cellule mediante le fibre virali che legano il recettore coxsackie-adenovirus, una proteina della famiglia delle immunoglobuline oppure MHC I, entrambe poste sulla membrana plasmatica della cellula bersaglio. A questo punto la base del pentone si lega all'integrina αv che promuove l'endocitosi mediata da clatrina, del virus nella cellula. Nel citoplasma l'adenovirus lisa l'endosoma in cui è contenuto, si porta presso il nucleo e libera il DNA al suo interno. Il DNA di adenovirus viene trascritto su entrambi i sensi e spesso a partire dagli stessi promotori, le singole proteine vengono ottenute per splicing alternativo. La prima proteina precocissima codificata è E1A, ottenuto per splicing da E1; questa proteina è un transattivatore della trascrizione delle altre proteine precoci e un inibitore di Rb, il che lo rende oncogeno dato che promuove la proliferazione cellulare. E1B è un'altra proteina precocissima oncogena che inibisce p53. La replicazione del DNA avviene nel nucleo da parte di una DNA-polimerasi DNA-dipendente codificata dal genoma del virus che utilizza come primer la proteina terminale ad esso attaccata replicando entrambi i filamenti. Alla fine della replicazione del DNA inizia l'espressione dei geni tardivi che codificano per il capside. I loro mRNA sono tradotti dai ribosomi nel citoplasma, poi trasportate di nuovo al nucleo per essere assemblate con il DNA (che vi penetra attraverso l'apertura ad uno dei vertici) in modo da formare nuovi virioni. La replicazione di adenovirus è nel complesso particolarmente inefficiente per questo sono di normale riscontro decine o centinaia di virioni difettosi nelle cellule infettate. Nelle cellule permissive la replicazione del DNA virale e la traduzione delle sue proteine determina lisi della cellula, mentre nelle cellule non permissive si stabilisce un'infezione latente..

## Classificazione
Si conoscono almeno 100 sierotipi di adenovirus, 57 di questi possono potenzialmente infettare l'uomo e sono suddivisi in sette specie (Human Adenovirus + lettera dalla A alla G). Sulla base dei caratteri antigenici gli adenovirus umani sono distinti in 57 sierotipi diversi che, a loro volta, sono raggruppati in 7 diversi sottogeneri o sottogruppi, indicati con le lettere da A a G, a seconda della presenza o meno di altri caratteri.
- A: 12, 18, 31
- B: 3, 7, 11, 14, 16, 21, 34, 35, 50, 55
- C: 1, 2, 5, 6, 57
- D: 8, 9, 10, 13, 15, 17, 19, 20, 22, 23, 24, 25, 26, 27, 28, 29, 30, 32, 33, 36, 37, 38, 39, 42, 43, 44, 45, 46, 47, 48, 49, 51, 53, 54, 56
- E: 4
- F: 40, 41
- G: 52

Gli adenovirus più diffusi sono anche i primi ad essere stati scoperti (sierotipi 1-7). Alcuni tipi, in particolare il 12, 18 e 31 (gruppo A), hanno una notevole capacità di tumorigenesi in animali da esperimento.

### Atendovirus
Adenovirus bovini

### Aviadenovirus
Infetta gli uccelli (es.: adenovirus degli uccelli di tipo 1)

### Mastadenovirus
Infetta i mammiferi (es.: adenovirus umano di tipo 2 o 5)

### Siadenovirus
(es.: adenovirus 1 degli anfibi e adenovirus 3 del tacchino)

## Epidemiologia
Gli adenovirus sono insolitamente resistenti a cambiamenti chimici o fisici dell'ambiente nel quale si trovano, il che ne rende possibile la sopravvivenza anche per lunghi periodi al di fuori dei fluidi corporei: sono tuttavia eliminabili mediante il calore e l'uso di candeggina.
Il contagio avviene principalmente attraverso la saliva: la maggior parte delle specie infetta i vertebrati, tuttavia un genere parassita i funghi. Generalmente questi virus determinano patologie non particolarmente gravi, tuttavia in rari casi è stata riportata la morte della persona colpita

## Patogenesi
Gli adenovirus sono in grado di instaurare infezioni litiche (nelle cellule mucoepiteliali), latenti (nelle cellule linfoidi) e trasformanti (nelle cellule dei roditori, ma non in quelle umane). I virus infettano inizialmente le cellule epiteliali dell'orofaringe, degli organi respiratori e enterici, della congiuntiva (tramite contatto con le dita).
Il tropismo tissutale dipende dalle proteine della fibra virale (VAP: proteine virali di attacco).
La proteina della base del pentone (componente del capside virale) può inibire il trasporto degli mRNA cellulari dal nucleo al citoplasma inibendo la sintesi proteica della cellula infettata.
Il marcatore istologico dell'infezione da adenovirus è rappresentato da dense inclusioni centrali intranucleari costituite da DNA e proteine virali; tali inclusioni ricordano quelle osservate nelle cellule infettate da citomegalovirus, tuttavia a differenza di quest'ultimo adenovirus non provoca citomegalia (ingrossamento cellulare).
La viremia può verificarsi dopo replicazione in loco del virus e conseguente diffusione agli organi interni. Tale disseminazione è più frequente nei pazienti immunocompromessi.
Il virus tende a instaurare infezioni latenti nelle cellule linfoidi e in altri tessuti come tonsille, adenoidi e placche di Peyer, e può essere riattivato nei pazienti immunocompromessi o infettate da altri agenti.
Gli adenovirus possiedono numerosi meccanismi per eludere la risposta immunitaria dell'ospite all'infezione. Essi sono in grado di codificare per piccoli RNA non codificanti (indicati come RNA VA, associati al virus) i quali impediscono l'attivazione dell'inibizione della sintesi delle proteine virali da parte della PKR indotta dall'interferoni di tipo I (IFN-1).
Le proteine virali E3 e E1A inoltre possono inibire l'apoptosi innescata dalla cellula ospite in risposta alle alterazioni indotte dal virus, oppure dall'azione del linfociti T e dalle citochine pro infiammatorie (TNF alfa). 
Alcuni ceppi di adenovirus possono inibire l'attività citotossica del linfociti T CD8 indirettamente, bloccando l'espressione delle MHC di classe I da parte delle cellule infettate.

## Clinica
Tra le possibili patologie causate da adenovirus vi sono congiuntiviti, gastroenteriti, cistiti, faringite polmoniti.